# Европейский институт международных экономических отношений

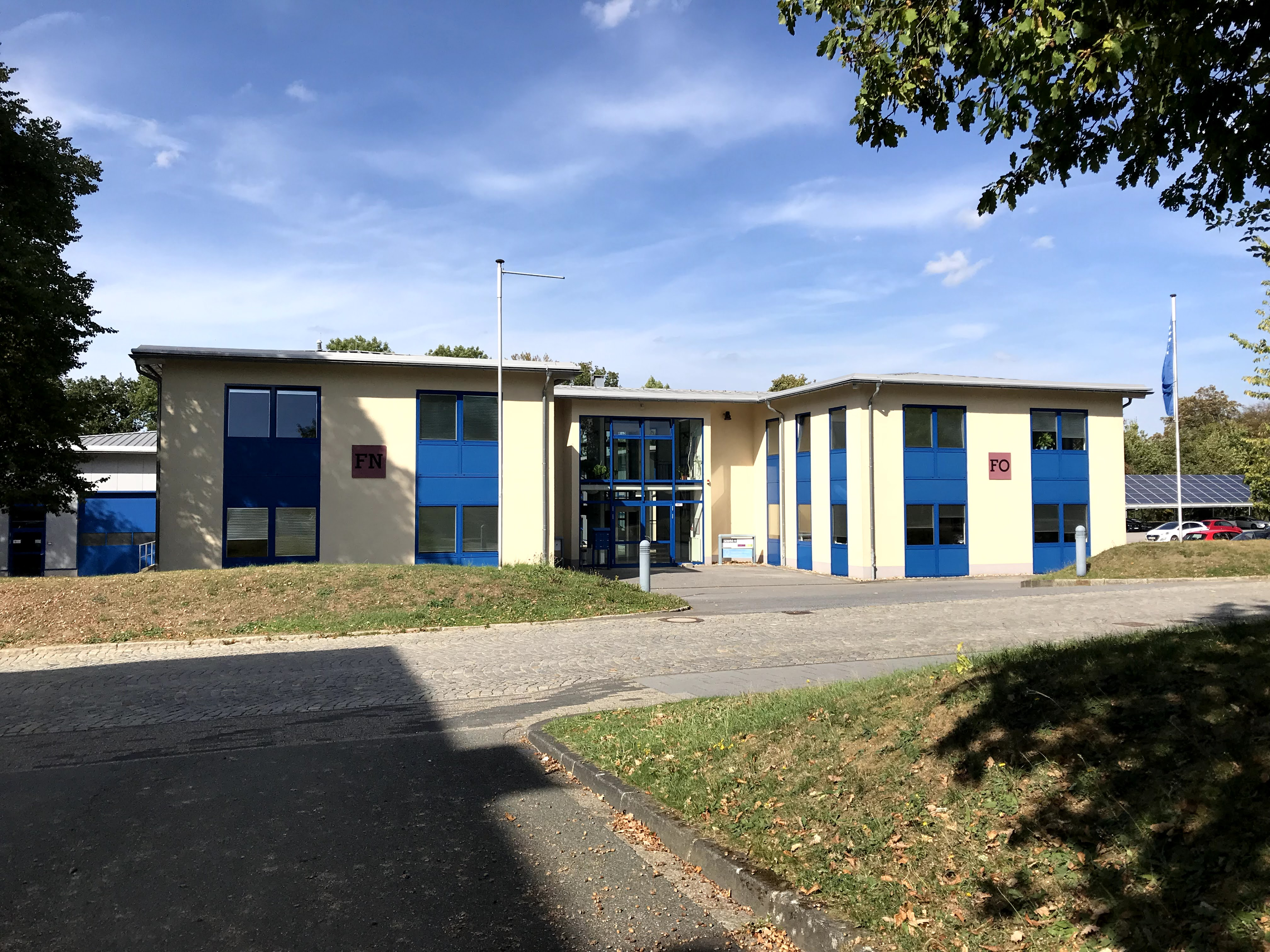

Европейский институт международных экономических отношений (ЕИМЭО) является научным институтом при Вуппертальском университете.

## История
ЕИМЭО был основан в 1995 году в Потсдаме, а в 2002 году институт переехал в Вупперталь. На счету института множество отмеченных наградами публикаций. Институт имеет хорошие международные связи .

## Президент института
Президентом ЕИМЭО является профессор Пауль Велфенс, профессор Жан Моне по специальности Европейская экономическая интеграция. Профессор Велфенс возглавляет кафедру макроэкономики Вуппертальского университета. Он является научным сотрудником Института Изучения Трудовых Отношений в Бонне и старшим научным сотрудником Американского института современных германских исследований Университета Джонса Хопкинса в Вашингтоне. В 2007 году Профессор Велфенс был удостоен серебряной медали Международного фонда Н.Д Кондратьева.
Вице-президентом института является профессор Винфрид Фурманн.

## Исследования
Институт проводит исследования по следующим направлениям:
- Глобализация рынков и мультинациональные корпорации
- Европейская интеграция и международные экономические отношения
- Энергетическая и экологическая модернизация
- Оптимизация процессов принятия решений в экономике
- Развитие международного рынка труда, социальные системы и экономика здравоохранения
- Инновационная динамика
- Монетарный анализ, развитие банковского сектора и рынков капитала
- Телекоммуникации и информационное общество